# 郭黃煙
郭黃煙（1913年3月19日—2025年1月17日），冠夫姓，地方稱也好姑婆，又名黃烟，臺灣臺南西港人，黃胞妹，曾任鄉鎮市區民代表，晚年以超級人瑞聞名地方。

## 生平
郭黃煙生於1913年。生日3月19日，即農曆二月十二日。
黃煙為台灣民間故事「瘋女十八年」黃的胞妹。1962年，黃煙擔任西港區首位女性鄉代。她也擔任地方婦女會理事、和社區重建委員。由於她熱心公益、居民前來請託都能答應，在大塭寮受人尊重而得「也好姑婆」稱號。西港區永樂里的老水塔，就是她於1963年要求地方公所興建。黃煙因被庄民認為命好，從年輕到九十二歲時都擔任婚禮的好命婆。前前後後，黃煙以好命婆身分參與數百位女子的婚禮。
黃煙育有一子三女，在2002年時她已有四十一位孫子。該年母親節，黃煙因長期照顧中風的兒媳婦郭林秀捷，獲得全國模範婆媳，在西港鄉農會接受表揚。
在2019年時，住在西港區永樂里的黃煙已是該區八位百歲人瑞之一，其餘為同里的郭祈昔、郭黃對、郭黃連子、及西港里的邱源河與許黃樹蘭、竹林里的郭莊芒花、慶安里的張包。2024年10月10日，重陽節前夕，台南市長黃偉哲前往黃煙家中祝賀時，黃煙已是當時臺南最高齡人瑞。對於長壽的秘訣，黃煙認為是要生活作息正常、早睡早起、飲食清淡並常保好心情。
2025年1月17日下午5時50分，已虛歲一百一十三歲的黃煙在親人隨侍下於家中辭世。